# Papa fest
Papa fest - festival duhovnih šansona hrvatski je glazbeni festival duhovnih šansona koji se održava u Solinu.
Festival je pokrenuo i utemeljio nekadašnji župnik solinske župe i marijanskog prošteništa Gospe od Otoka don Vinko Sanader, uz pokroviteljstvo Splitske nadbiskupije i grada Solina. Utemeljen je kao glazbeni susret crkvenih vokalno-instrumentalnih sastava u spomen na pohod Svetoga Oca Ivana Pavla II. Hrvatskoj i njegov susret s hrvatskom katoličkom mladeži u Solinu 4. listopada 1998. godine. Prvi festival održan je 3. listopada 1999. godine.
Festival nije natjecateljskoga karaktera, a sudjelovati mogu svi crkveni vokalno-instrumentalni sastavi i samostalni izvođači. Objavljene su i festivalske pjesmarice te nosači zvuka sa skladbama izvođenima na festivalu.

## Vanjske poveznice
Mrežna mjesta
- Papa fest, službeno mrežno mjesto
- Laudato  Arhivirana inačica izvorne stranice od 7. svibnja 2017. (Wayback Machine)  Laudato/D.G.: Festival duhovnih šansona, 1. lipnja 2017.